# Combate de Las Tres Acequias
El Combate de Tres Acequias (cercanías del río Maipo, San Bernardo, 26 de agosto de 1814) fue el enfrentamiento entre las dos facciones en que se dividió el ejército independentista chileno en 1814. La vanguardia o'higginista se lanzó precipitadamente contra una posición defendida de las tropas carrerinas, siendo rechazadas y desbandadas vigorosamente.
La acción significó la derrota y sujeción de Bernardo O'Higgins a la autoridad de José Miguel Carrera, en un statu quo que se mantuvo a duras penas hasta la derrota sufrida por los patriotas a manos de los realistas en la Batalla de Rancagua, ocurrida un mes más tarde.

## Antecedentes
El 3 de mayo O'Higgins firmó el Tratado de Lircay en nombre del Director Supremo Lastra donde se reconocía la autoridad de Fernando VII de España. Esto causó la indignación de las autoridades republicanas afines a los Carrera. La situación empeoró cuando los hermanos Luis y José Miguel Carrera escaparon de la prisión realista de Chillán y al llegar a la capital empezaron a conspirar para dar un golpe de Estado contra Lastra.
El 23 de julio, luego de dos meses de persecución por parte del Director Supremo Francisco de la Lastra, y tras no poder huir a Argentina por las fuertes nevadas cordilleranas, José Miguel Carrera encabezó un nuevo golpe, destituyendo al Director e instalando una nueva Junta de Gobierno.
Carrera estaba muy disconforme con el Tratado de Lircay firmado por el gobierno Lastra y los oficiales monarquistas de Chillán. El tratado había abjurado de lo realizado por los gobiernos chilenos hasta entonces y se eliminó el uso de la primera bandera chilena creada durante la administración de Carrera, entre otras medidas simbólicas de devoción a Fernando VII y acatamiento a la restauración absolutista. Pero un plano más personal, Lircay lo había excluido del canje de prisioneros de guerra decretado entre ambos bandos. Por lo mismo Carrera, una vez en al mando, entre otras medidas procedió a desterrar a Mendoza, Argentina, a uno de los firmantes del tratado, el coronel Juan Mackenna (el tutor militar de O'Higgins). 
Ante estas noticias, O'Higgins, que estaba acuartelado en Talca y también era firmante del Tratado de Lircay, avanzó con solo una división de sus tropas con el fin de derrocar a Carrera, a quien consideraba un usurpador y el responsable de anteriores fracasos militares de los patriotas. Dejó 600 de sus hombres en Talca comandados por José Joaquín Prieto vigilando los movimientos de Gaínza ya que el virrey José Fernando de Abascal y Sousa le había rechazado.
O'Higgins marchaba bajo el estandarte español, pues, tras la firma del tratado, el gobierno de Lastra había eliminado el uso de la primera bandera nacional. 
El 24 de agosto Carrera fue nombrado comandante de las tropas de Santiago y de inmediato se dedica a organizar las milicias, mientras busca ganar tiempo alargando las negociaciones con O'Higggins. Pronto logró organizar 1.800 a 2.000 milicianos, que sumados a los regulares de la guarnición de la capital alcanzaron los 2400 hombres.
Su rival cruzaba al día siguiente llegaba a la Hacienda Mardones, al sur del río Maipo, el que cruzan en la mañana del 26, primero pasaron sus avanzadas 600 hombres y 5 cañones a estos se le sumaron 900 hombres del grueso de su ejército. En total 1.200 a 1.500 hombres. En el Llano de Maipo lo esperaban fuerzas carrerinas superiores, acampadas en un lugarejo conocido en aquel tiempo como la Chacra de Pérez. Sin embargo, al mediodía, al iniciar los combates sólo 450 de sus hombres con 2 cañones combatieron pues el resto se encontraban dispersos entre Rengo y Mostazal.

## El combate
En la mañana del 26 de agosto el entonces brigadier O'Higgins cruzó con su división de vanguardia el Maipo y se adentró, con rumbo norte, por el árido llano vecino. Su intención era llegar lo más rápidamente a Santiago para cumplir sin más trámites con su objetivo. Quizá por esta precipitación, no reconoció primero la disposición y fuerzas de su enemigo.
A las 13:00 horas, sus avanzadas, comandadas por Ramón Freire, trabaron fuegos con partidas exploradoras de la fuerza carrerina, la llamada 1.ª División bajo el mando del coronel Luis Carrera, que se encontraba convenientemente parapetada tras el canal Ochagavía y un largo montículo adyacente, constituido por el material sobrante del desmonte del mismo canal.
Las tropas carrerinas estaban dispuestas de la siguiente manera: infantería a la derecha, artillería al centro, caballería a la izquierda y, tras esta, una línea de 800 milicianos de caballería de Aconcagua bajo el mando del coronel José María Portus. Estos últimos, mal equipados, permanecieron ajenos al combate y sólo fueron ocupados en la posterior persecución de las fuerzas contrarias puestas en fuga.
Nuevamente sin verificar la situación, O'Higgins empeñó sus fuerzas -inferiores numéricamente- en un ataque decidido. Aparentemente se sintió optimista por la contundente victoria preliminar que la avanzada de Freire obtuvo sobre las partidas carrerinas de exploración. 
Tras un infructuoso cañoneo, O'Higgins lanzó un ataque en forma a las 16:00 horas. Dispuso su infantería al centro de la línea, sostenida por cuatro piezas de artillería, y lanzó su escasa caballería dividida a ambos flancos.
Luego de una hora de inútil asalto, y viendo que recibían numerosas bajas sin poder infligir mayor daño, las fuerzas de O'Higgins comenzaron a ceder y a retirarse en relativo desorden. Este momento fue aprovechado por la caballería de Luis Carrera, que al mando de Diego José Benavente, dio un breve rodeo para caer de lleno sobre el flanco derecho de O'Higgins y decretar entre sus fuerzas un desbande general.
Entonces las milicias de Aconcagua cargaron lanza en mano sobre los restos de su enemigo, dividiendo en dos lo que quedaba de su línea y capturando numerosos prisioneros, entre ellos cuatro oficiales. Las tropas de O'Higgins huyeron, en su mayoría al sur, con la intención de cruzar de vuelta el Maipo, pero no pocos se dirigieron al poniente, buscando refugio en las haciendas de Chena. En tanto, el caballo del brigadier había caído acribillado, por lo que O'Higgins debió abandonar el campo en una cabalgadura prestada, a la cabeza de escasos 100 hombres.
El grueso de la llamada 3.ª División de los carrerinos, al mando de José Miguel Carrera, se encontraba en los arrabales de Santiago al iniciarse el combate. Por este motivo, pese a avanzar hacia el lugar con marchas forzadas, no pudo incorporarse a la acción. Sólo la caballería de este cuerpo alcanzó a participar en la faena de persecución.
Al ponerse el sol (alrededor de las 18:30 horas), los carrerinos abandonaron el acoso a los derrotados.

## Acciones posteriores de ambos bandos

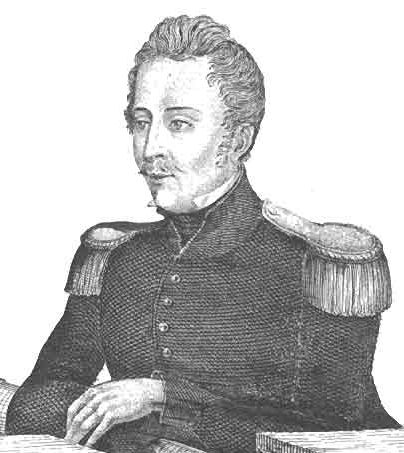
Luis Carrera, comandante de la fuerza carrerina en Tres Acequias, según una litografía de 1857.

Tras la batalla, Carrera apenas disponía de 800 infantes y 1.000 milicianos a caballo más 1.900 hombres repartidos entre el río Maipo y Talca.
Durante la noche Carrera se abstuvo de continuar la caza de sus enemigos dispersos, manteniéndose a la expectativa. Únicamente se dispuso el envío de dos guerrillas, como diversión, al portezuelo de Tango, por donde se retiraban los dos cañones que restaban a O'Higgins. Mientras estas piezas hacían improductivo fuego sobre las guerrillas, el grueso de la fuerza carrerina abandonó la Chacra de Pérez y se retiró a una posición ubicada un par de kilómetros al norte, en la Chacra Ochagavía.
En tanto que O'Higgins, alcanzaba al día siguiente una posición segura al sur del Maipú y reunía a los dispersos, con la intención de sumarlos a sus divisiones rezagadas para acometer una nueva embestida contra las fuerzas de la capital.
Estaba en estos quehaceres cuando se enteró de la llegada a Talcahuano de la expedición realista de Mariano Osorio, que avanzaba velozmente hacia el norte, por lo que se dispuso a posponer sus diferencias con el nuevo gobierno y ponerse a disposición de este para emprender la defensa conjunta del país. Envió a Carrera un oficio expresando sus intenciones y las novedades del sur, el día 31 de agosto.
Tras algunas negociaciones realizadas en una conferencia entre ambos jefes en la hacienda de Tango, la reconciliación fue solemnizada con la firma en Santiago de un memorando redactado por Bernardo de Vera y Pintado, el 4 de septiembre. 
Al día siguiente O'Higgins abandonaba la capital para asumir el comando de la llamada 1.ª División, la misma que había sido atacada en primera instancia por la avanzada de Freire, y que ahora le era entregada por José Miguel Carrera como un símbolo de reconciliación y confianza. Con ellas realizaría las operaciones de vanguardia de la última fase de la Patria Vieja (Chile). Todo culminaría a fines de mes en el Desastre de Rancagua.